# Голзі (Орегон)
Голзі (англ. Halsey) — місто (англ. city) в США, в окрузі Линн штату Орегон. Населення — 962 особи (2020).

## Географія
Голзі розташоване за координатами 44°22′58″ пн. ш. 123°6′34″ зх. д. / 44.38278° пн. ш. 123.10944° зх. д. (44.382890, -123.109446).  За даними Бюро перепису населення США в 2010 році місто мало площу 1,45 км², уся площа — суходіл.

## Демографія
Згідно з переписом 2010 року, у місті мешкали 904 особи в 305 домогосподарствах у складі 244 родин. Густота населення становила 623 особи/км².  Було 334 помешкання (230/км²).
Расовий склад населення:
| - 94,4 % — білих - 0,6 % — корінних американців - 0,6 % — азіатів - 0,3 % — чорних або афроамериканців - 0,1 % — вихідців з тихоокеанських островів |

До двох чи більше рас належало 3,7 %. Частка іспаномовних становила 4,9 % від усіх жителів.
За віковим діапазоном населення розподілялося таким чином: 29,8 % — особи молодші 18 років, 61,8 % — особи у віці 18—64 років, 8,4 % — особи у віці 65 років та старші. Медіана віку мешканця становила 32,5 року. На 100 осіб жіночої статі у місті припадало 99,1 чоловіків;  на 100 жінок у віці від 18 років та старших — 102,9 чоловіків також старших 18 років.
Середній дохід на одне домашнє господарство  становив 57 271 долар США (медіана — 51 958), а середній дохід на одну сім'ю — 60 217 доларів (медіана — 54 063). За межею бідності перебувало 9,4 % осіб, у тому числі 5,5 % дітей у віці до 18 років та 3,2 % осіб у віці 65 років та старших.
Цивільне працевлаштоване населення становило 471 осіб. Основні галузі зайнятості: освіта, охорона здоров'я та соціальна допомога — 16,8 %, виробництво — 15,5 %, мистецтво, розваги та відпочинок — 10,6 %, роздрібна торгівля — 9,3 %.